# Lycée Jacques-Moudeïna
Le lycée Jacques Moudeïna est un établissement d’enseignement public situé à Bongor, au Tchad.

## Historique
Crée en 1942, il est considéré comme la première école supérieure de l'Afrique-Équatoriale française située en dehors de Brazzaville. 
Il devient ensuite un collège, puis le premier lycée du Tchad.

## Anciens élèves
- Idriss Deby Itno[1]